# Čunggun
Čunggun (korejsky: 중근, v anglickém přepisu Jung-Geun nebo Joong-Gun) je tul, který se učí nositelé technického stupně 4. kup v bojovém umění taekwondo. Tul vytvořili v letech 1962–1964 podplukovník U Čonglim a seržant Kim Bokman.

## Významy

### Význam názvu
An Čung-gun byl korejský národní hrdina, který zlikvidoval japonského protektora Hirobumi Ita, který sehrál hlavní roli v připojení Koreje k Japonsku.

### Význam počtu pohybů
32 pohybů symbolizuje věk, ve kterém byl popraven ve vězení v čínském městě Lü-šun.

## Pohyby vzoru
Výchozí postoj: moa čunbi sogi B
1. ↩ niundža so sonkchal tung kaunde jop makki
2. nadžunde jobapčcha pušigi (poloha rukou jako v předchozí technice)
3. ↑ twitpal so sonbadak olljo makki
4. ↷ niundža so sonkchal tung kaunde jop makki
5. nadžunde jobapčcha pušigi (poloha rukou jako v předchozí technice)
6. ↑ twitpal so sonbadak olljo makki
7. ↲ niundža so sonkchal tebi makki
8. konnun so wit pchalgup terigi
9. ↑ niundža so sonkchal tebi makki
10. konnun so wit pchalgup terigi
11. ↑ konnun so sang čumok nopchunde sevo čirugi
12. ↑ konnun so sang čumok tvidžibo čirugi
13. ↶ konnun so kjočcha čumok čchukchjo makki
14. ↲ niundža so tung čumok nopchunde jop terigi
15. pitchuro pegi
16. konnun si nopchunde pande ap čirugi, parun tongdžak
17. ↷ niundža so tung čumok nopchunde jop terigi
18. pitchuro pegi
19. konnun si nopchunde pande ap čirugi, parun tongdžak
20. ↲ konnun so tu pchalmok nopchunde makki
21. niundža so pande jop čirugi
22. ↑ kaunde jopčcha čirugi, orun nopchunde jop čirugi
23. konnun so tu pchalmok nopchunde makki
24. niundža so pande jop čirugi
25. ↑ kaunde jopčcha čirugi, wen nopchunde jop čirugi
26. niundža so pchalmok tebi makki
27. natčchuo so sonbadak nullo makki, nurin tongdžak
28. ↑ niundža so pchalmok tebi makki
29. natčchuo so sonbadak nullo makki, nurin tongdžak
30. ↰ moa so ap čumok kijokča čirugi, nurin tongdžak
31. ↑ kodžong so tigutča makki
32. ↶ kodžong so tigutča makki

Závěrečný postoj: ↳ moa čunbi sogi B